# Antoni Piechniczek
Antoni Piechniczek (* 3. března 1942, Chořov) je bývalý polský fotbalista, záložník. Po skončení aktivní kariéry působil jako trenér. Po fotbalové kariéře působil jako politik.

## Fotbalová kariéra
Hrál v polské nejvyšší soutěži za Ruch Chorzów a Legii Warszawa, nastoupil ve 207 ligových utkáních a dal 11 gólů. S Ruchem získal v roce 1968 mistrovský titul a s Legií v roce 1964 polský fotbalový pohár. V Poháru vítězů pohárů nastoupil ve 4 utkáních a ve Veletržením poháru nastoupil v 5 utkáních. Dále hrál ve francouzské Ligue 2 za tým LB Châteauroux. Za reprezentaci Polska nastoupil v letech 1967-1969 ve 3 utkáních.

## Ligová bilance
| Ročník              | Zápasy | Góly | Klub           |
| ------------------- | ------ | ---- | -------------- |
| 2. polská liga 1960 | -      | -    | Naprzód Lipiny |
| 2. polská liga 1961 | -      | -    | Naprzód Lipiny |
| Ekstraklasa 1962/63 | 24     | 4    | Legia Warszawa |
| Ekstraklasa 1963/64 | 15     | 1    | Legia Warszawa |
| Ekstraklasa 1964/65 | 17     | 0    | Legia Warszawa |
| Ekstraklasa 1965/66 | 17     | 0    | Ruch Chorzów   |
| Ekstraklasa 1966/67 | 25     | 3    | Ruch Chorzów   |
| Ekstraklasa 1967/68 | 26     | 2    | Ruch Chorzów   |
| Ekstraklasa 1968/69 | 23     | 1    | Ruch Chorzów   |
| Ekstraklasa 1969/70 | 26     | 0    | Ruch Chorzów   |
| Ekstraklasa 1970/71 | 19     | 0    | Ruch Chorzów   |
| Ekstraklasa 1971/72 | 15     | 0    | Ruch Chorzów   |
| Ligue 2 1972/73     | 17     | 0    | LB Châteauroux |
| CELKEM Ekstraklasa  | 207    | 11   |                |
| CELKEM Ligue 2      | 17     | 0    |                |

## Trenérská kariéra
Trénoval polské týmy BKS Stal Bielsko-Biała, Odra Opole a Ruch Chorzów. V letech 1981-1986 byl trenérem polské reprezentace, se kterou se získal na Mistrovství světa ve fotbale 1982 bronzové medaile za třetí místo, a kvalifikoval se na Mistrovství světa ve fotbale 1986. Dále trénoval Górnik Zabrze, v Tunisku Espérance Sportive de Tunis a reprezentaci Tuniska, reprezentaci Spojených arabských emirátů a Polska a katarský tým Al-Rayyan SC.

## Politická kariéra
V letech 2007-2011 byl členem Senátu Polské republiky za Občanskou platformu.